# بث صوتي

أيقونة تلقيم آر إس إس، تستخدم عادةً لتبيين وجود تلقيم وب لبودكاست ما

البث الصوتي، أو البث الجيبي، أو التدوين الصوتي (بالإنجليزية: Podcast) وتُنقحر إلى بودكاست، وهو أحد وسائط الإعلام الجديد الرقمي، وهو استخدام سلسلة وسائط متعددة، أو حلقات صوتية، أو مرئية يمكن الاشتراك بها أو متابعتها بحيث يتم تبليغ المشترك عند نشر أي تحديث، ويمكن للمشترك تحميل الحلقة، والاستماع لها، أو مشاهدتها بدون الحاجة للاتصال بالإنترنت، كما يمكنه المتابعة والاستماع مباشرة بدون تحميل الحلقة، يتم الاشتراك بقنوات البودكاست عن طريق ملف RSS (ملخص الموقع الغني) يعتمد على لغة الترميز القابلة للامتداد (لغة التوصيف الموسعة)، ويخزن هذا الملف على أحد خدمات الاستضافة السحابية حتى تلتقطه برامج البودكاست، ويمكن تنزيل هذه الحلقات عن طريق برامج خاصة لتصيد البودكاست تسمى Podcatchers، منها آي تيونز من شركة أبل وقوقل بودكاست من شركة قوقل. يسمى كل ملف في البودكاست حلقة ويمكن تخزينها في جهاز الحاسب الشخصي ومن ثم نقلها إلى أي مشغل وسائط والاستماع إليها في أي وقت دون الحاجة للاتصال بالإنترنت.
البودكاست هو دمج بين كلمتي آي بود وبين كلمة برودكاست (بالإنجليزية: Broadcast) أي النشر أو البث.

## التسمية
تدوين صوتي هو ترجمة غير دقيقة لمصطلح «بودكاست» (podcast) الإنكليزي وهي كلمة مؤلفة من «بود» (وهي كلمة انتشرت بعد شهرة جهاز أيبود (iPod) من أبل وتعني الجيب لكون جهاز الأيبود صغير لدرجة يمكن وضعه في أي جيب) وكاست وهي تصغير لكلمة برودكاست (Broadcast) أي بث. لهذا يمكن استعمال مصطلحات عربية أخرى بجانب التدوين الصوتي مثل «بث جيبي» أو «جيبث».

## تاريخ البودكاست
بدأ البودكاست في أواخر عام 2004 من الجيل الثاني من الويب «ويب 2,0»؛ ولكن المقدرة على نشر وتوزيع الملفات الصوتية والمرئية كانت موجودة قبل الإنترنت.
للبودكاست شعبية كبيرة في الدول الغربية، وتجد لها جماهير ومتابعين كثر، إما لانشغال الناس عن التلفاز أو لوجود محتوى أكبر قيمة وأكثر حرية على الإنترنت يقدمها متخصصون أو هواة.
ينسب الفضل إلى ديف واينر لابتكار فكرة أتمتة عملية توصيل ومزامنة المحتوى إلى أجهزة تشغيل الموسيقى الرقمية في عام 2004 عن طريق تقنية ملخص الموقع الغني، وأول تطبيق أستعمل هذه التقنية لبث الملفات الصوتية كان iPodderX من تطوير August Trometer و Ray Slakinski كبديل لطرق البث التقليدية كالراديو والتلفاز
يعتبر برنامج The BackStage Pass على نطاق واسع كأول قناة بودكاست على الإطلاق ، وأول حلقة نشرت بتاريخ أكتوبر عام 2003، رغم أن المصطلح لم يكن قيد الاستعمال في ذلك الوقت، وكان متخصصا كبرنامج حواري يستضيف كبار الموسيقيين العالميين، ويتم بث الحلقات بشكل حصري عبر الأنترنت
في شهر يونيو من عام 2005 قامت شركة آبل بإطلاق نسخة 4.9 من برنامج ايتونز، وتضمنت مميزات جديدة خاصة بالاشتراك والبحث والتحميل التلقائي لقنوات البودكاست ومن ثم مزامنتها مع الاجهزة المحمولة، مما أضاف دفعة قوية للبودكاست كوسيط رقمي للبث المسموع والمرئي عبر الإنترنت

## العلامات التجارية

### حماية علامة أبل التجارية

الشعار الذي تستخدمه أبل للتعبير عن البودكاست

في 26 سبتمبر، 2006، ظهرت تقارير أن شركة أبل بدأت بالتشديد على الشركات التي تستخدم اللفظ المركب "POD"، في أسماء المنتجات والشركات. أرست أبل أمرًا بالإغلاق وعدم الفتح (بالإنجليزية: Cease and desist) إلى Podcast Ready Inc التي تسوِّق تطبيقًا اسمه "myPodder". زعم محامو أبل أن الجمهور قد استعمل مصطلح "pod" للإشارة إلى مشغل أبل الموسيقي بكثرة ما جعله يدخل تحت غطاء علامة أبل التجارية. من المحتمل أن هذا النشاط جزء من حملة أكبر لتوسيع نطاق علامة آي بود التجارية، بما يتضمن تسويق "IPODCAST"، و "IPOD"، و "POD". في 16 نوفمبر، 2006، ذكر قِسْمُ العلامة التجارية في Apple أن أبل لا تعترض على استخدام الأطراف الأخرى «للمصطلح العام» «بودكاست» الذي يشير إلى خدمات البودكاست وأن أبل لا تُرخِّصُ المصطلح. لم تصدر بيانات في ما إن كانت أبل تعتقد أنها تملك حقوق المصطلح.

## مواضيع البودكاست
تختلف مواضيع البودكاست وتتنوع حسب اختلاف وتنوع شخصيات واهتمامات المدونين.
، فهناك نوع من البودكاست تعنى بالسياسة أو الدين وأخرى بأخبار التقنية، وغيرها لتعلم لغة جديدة، أو للتحليل الاقتصادي، هناك بودكاست يتابع ألعاب الكمبيوتر، الطب، أو يهتم بالتصوير والفنون المختلفة، أو الأفلام وجديد الكتب، أو الأدب والرحلات حول العالم، أو حتى مذكرات شخصية، أو فقط للتسلية وتبادل النكت أو غيرها.